# Balearen-Fingerhut

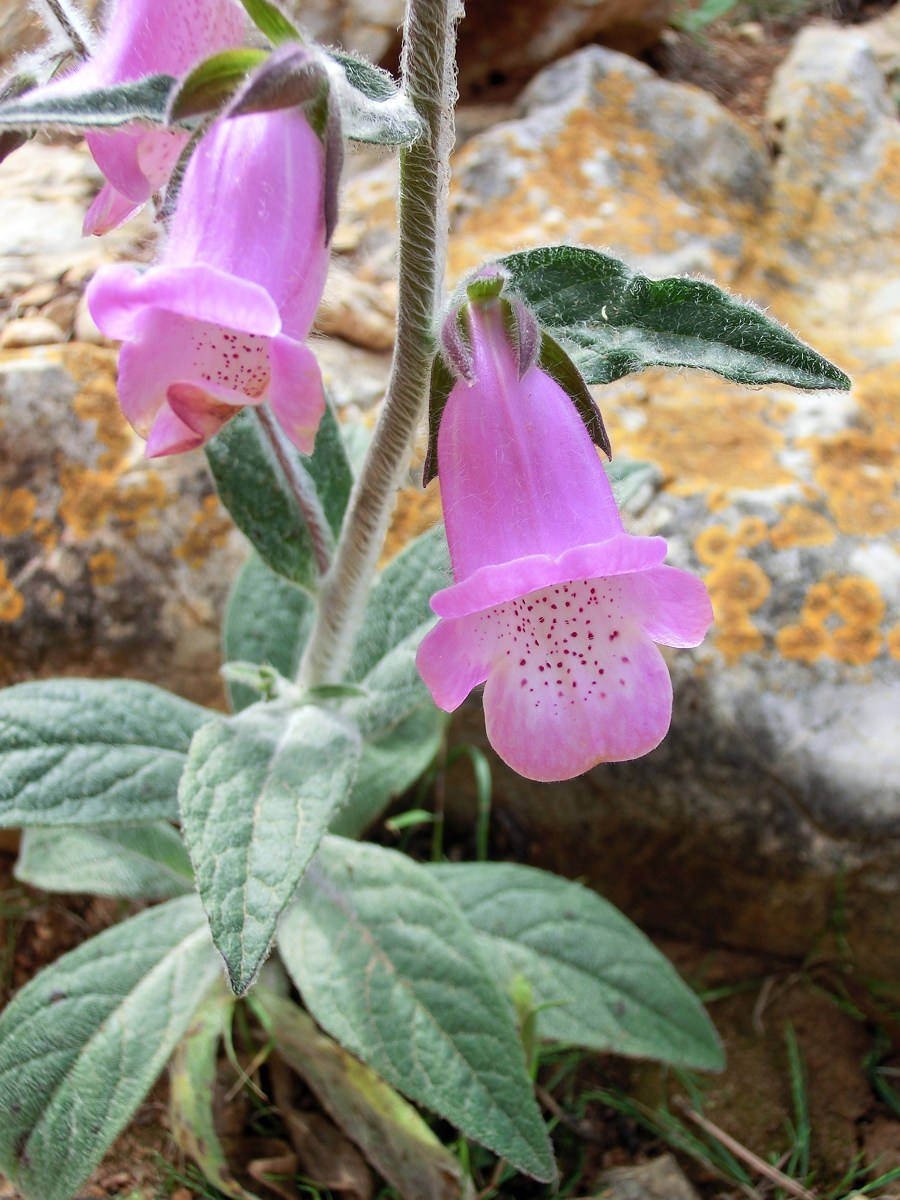
Blüten von Digitalis minor

Der Balearen-Fingerhut (Digitalis minor, Syn.: Digitalis dubia) ist eine Pflanzenart aus der Familie der Wegerichgewächse (Plantaginaceae), die auf den Balearen endemisch ist.

## Beschreibung
Der Balearen-Fingerhut erreicht normalerweise eine Größe von 20 bis 30 cm und ist damit eine recht kleine Digitalis-Art. Die Blüten wachsen einseitswendig, sie können rosa bis weiß sein. Die Stängel sind höchstens an der Basis verzweigt und der Blattrand ist glatt oder gezähnt. Die Blütenstände sind meist endständig, teils verzweigt und traubig.
Der Balearen-Fingerhut blüht von Mai bis Juni.
Die Chromosomenzahl beträgt 2n = 56.

## Verbreitung
Digitalis minor ist auf drei Inseln der Balearen endemisch. Besonders oft kommt die Pflanze auf dem nordwestlichen Teil von Mallorca wie auch auf Menorca vor. Auch auf der Insel Cabrera wurden schon Exemplare gefunden. Die Pflanzen wachsen auf Kalkgestein oder Granitformationen in bis zu 1000 m ü.M.

## Systematik
Die Erstbeschreibung von Digitalis minor erfolgte 1771 durch Carl von Linné (in Mantissa Plantarum Altera, S. 587). Im Jahr 1874 beschrieb João Barbosa Rodrigues die Art als Digitalis dubia (in: Anales de la Sociedad Española de Historia Natural 3, S. 45), dieser Name gilt heute als Synonym.
Es wurden zwei Varietäten unterschieden, die behaarte Digitalis minor var. minor und die kahle Digitalis minor var. palaui (Garcias & Marcos) Hinz & Rosselló. Diese Einteilung wird durch populationsgenetische Untersuchungen aber nicht unterstützt.

## Inhaltsstoffe
Digitalis minor ist in allen Teilen durch Cardenolide (Digitalis-Glykoside) giftig. Trotzdem spielt die Pflanze keine Rolle bei der Gewinnung von Herz-Glykosiden. Digitalis minor produziert hauptsächlich herzwirksame Glykoside vom Typ A und B, Digitoxigenin und Gitoxigenin.